# Centro Histórico de Santana de Parnaíba
O Centro Histórico de Santana de Parnaíba é uma localidade do município brasileiro de Santana de Parnaíba e que conta com construções antigas que foram erguidas com taipa de pilão. Dentre seus pontos de destaque encontram-se a Museu Casa do Anhanguera e um casarão do século XIX que teria sido palco de encontros de Dom Pedro I e a Marquesa de Santos. Devido à sua importância histórica, foi tombado pelo CONDEPHAAT e IPHAN.

## Contexto

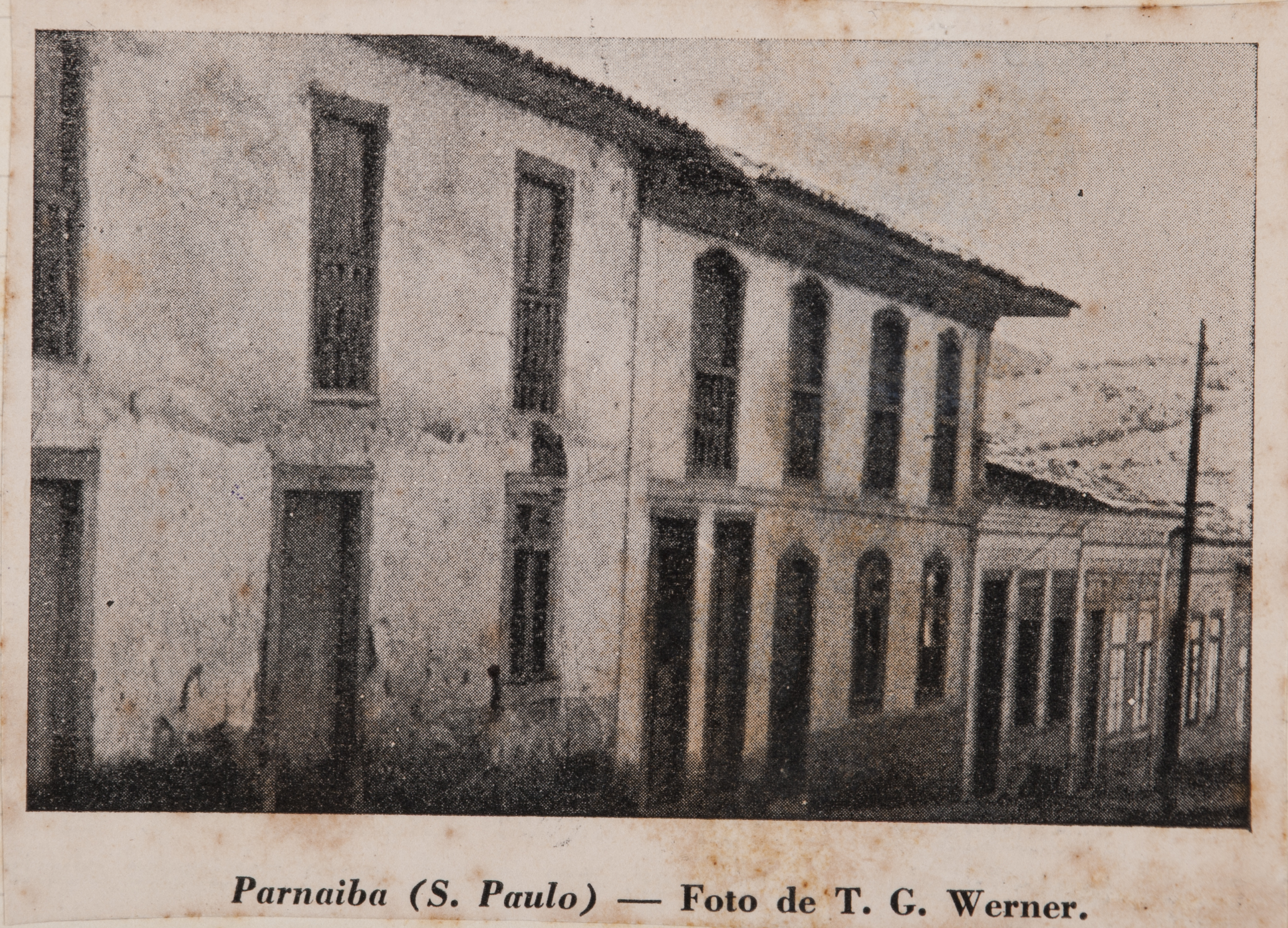
Imagem do Centro Histórico (antes do século XX) no Acervo do Museu do Ipiranga da USP

O centro histórico da cidade teve início no final do século XVI, com a construção da capela às margens do Rio Tietê. Seu tombamento ocorreu em 1982, fato que ajudou a preservar as centenas de casas feitas com técnicas tradicionais, como taipa de pilão, pau a pique e adobe. O centro histórico foi devastado por uma enchente em julho de 2007.

## Edificações

### Igreja Matriz de Santana de Parnaíba
A Igreja Matriz de Santana de Parnaíba é considerada o marco mais importante do município. Sua história se inicia em meados de 1560, quando foi erguida a primeira capela, dedicada a Santo Antônio. Vinte anos depois foi erguida a segunda capela, dedicada a Sant'Ana e, já m 1610, uma terceira capela foi construída, também por André Fernandes, sendo elevada a Matriz no ano de 1625. A edificação atual data de 1882 e é tombada pelo CONDEPHAAT.

### Museu Casa do Anhanguera
O Museu Casa do Anhanguera é uma casa bandeirista do século XVII. Esse patrimônio histórico foi restaurado e tombado pelo Instituto do Patrimônio Histórico e Artístico Nacional (IPHAN) em 1958. O museu está localizado no Largo da Matriz, n° 19 em Santana de Parnaíba, que apresenta em seu conjunto arquitetônico um exemplo típico de residência bandeirista urbana, sendo a única do gênero no estado de São Paulo mantendo suas características arquitetônicas até hoje. Construída em taipa de pilão e taipa de mão, presume-se que ali residiu o bandeirante Bartolomeu Bueno da Silva (o Anhanguera).

### Núcleo histórico
Além de diversos imóveis que foram tombados individualmente, o centro histórico de Santana de Parnaíba possui ainda 209 edificações tombadas em conjunto que remetem a quatro séculos de história, contando com casas térreas e os sobrados foram construídos no alinhamento da rua, geminados e com beirais pronunciados como medida de proteção da taipa. Trata-se do maior conjunto arquitetônico tombado e preservado do Estado de São Paulo.
| {{{caption}}}                   |
| Detalhe construtivo de telhado. |

| {{{caption}}}          |
| Torre da Igreja Matriz |

| {{{caption}}}    |
| Respiro de porão |

| {{{caption}}} |
| Portas        |